# Ольшинка (Вармінсько-Мазурське воєводство)
Ольшинка (пол. Olszynka, нім. Waldriede) — село в Польщі, у гміні Корше Кентшинського повіту Вармінсько-Мазурського воєводства.
Населення — 140 осіб (2011).
У 1975-1998 роках село належало до Ольштинського воєводства.

## Демографія
Демографічна структура станом на 31 березня 2011 року:
|          | Загалом | Допрацездатний вік | Працездатний вік | Постпрацездатний вік |
| -------- | ------- | ------------------ | ---------------- | -------------------- |
| Чоловіки | 71      | 8                  | 58               | 5                    |
| Жінки    | 69      | 15                 | 45               | 9                    |
| Разом    | 140     | 23                 | 103              | 14                   |